# Chery A13
Chery A13 – samochód osobowy produkowany przez firmy ZAZ, Chery i MVM. Na Ukrainie i w Rosji sprzedawany jako ZAZ Forza, w Iranie jako MVM 315.

## Silnik
Samochód jest napędzany benzynowym 1,5 litrowym silnikiem ACTECO o mocy maksymalnej 108 KM przy 6000 obrotów. Prędkość maksymalna wynosi 160 km/h.

## Galeria

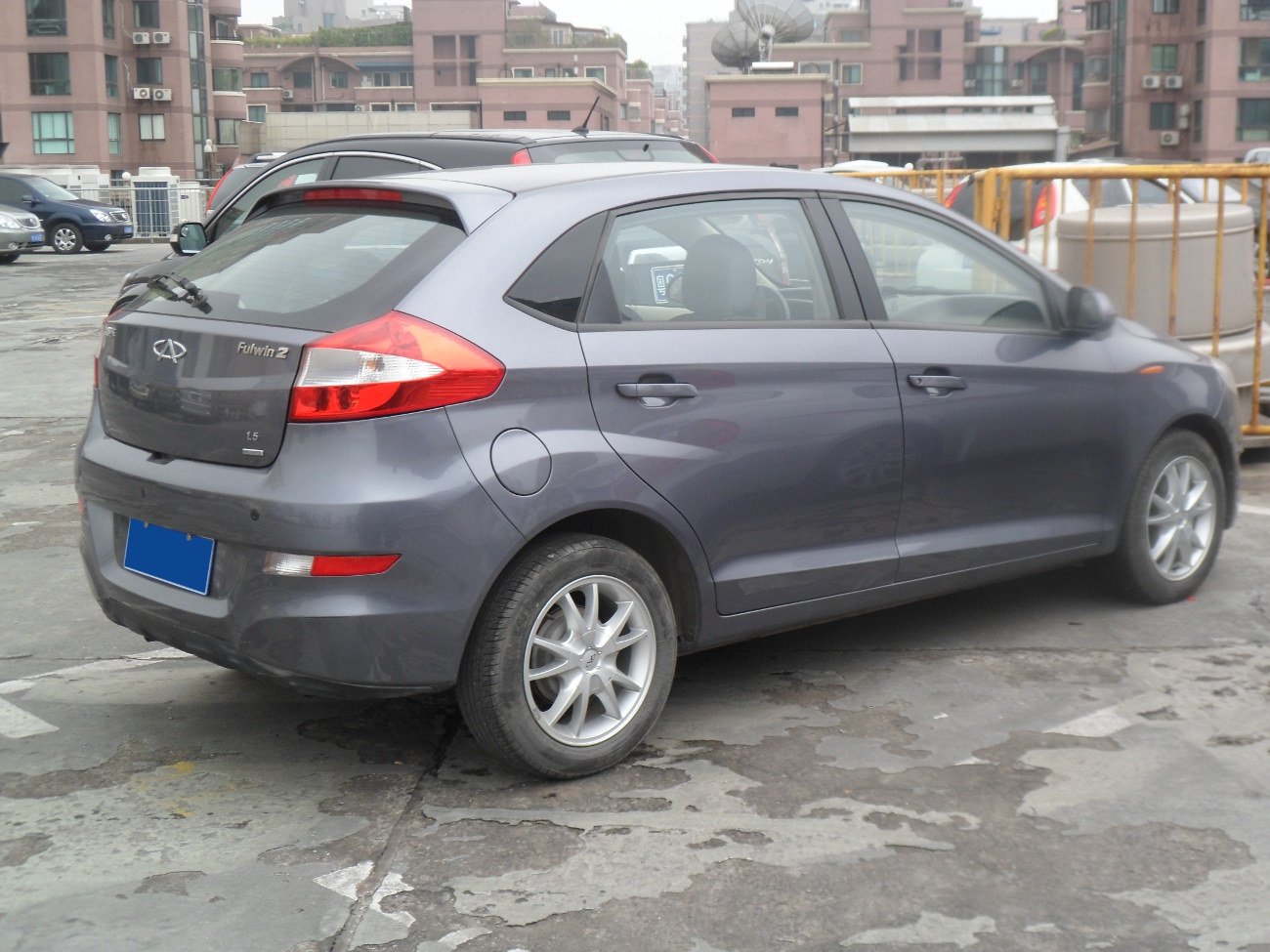
Chery A13 hatchback tył
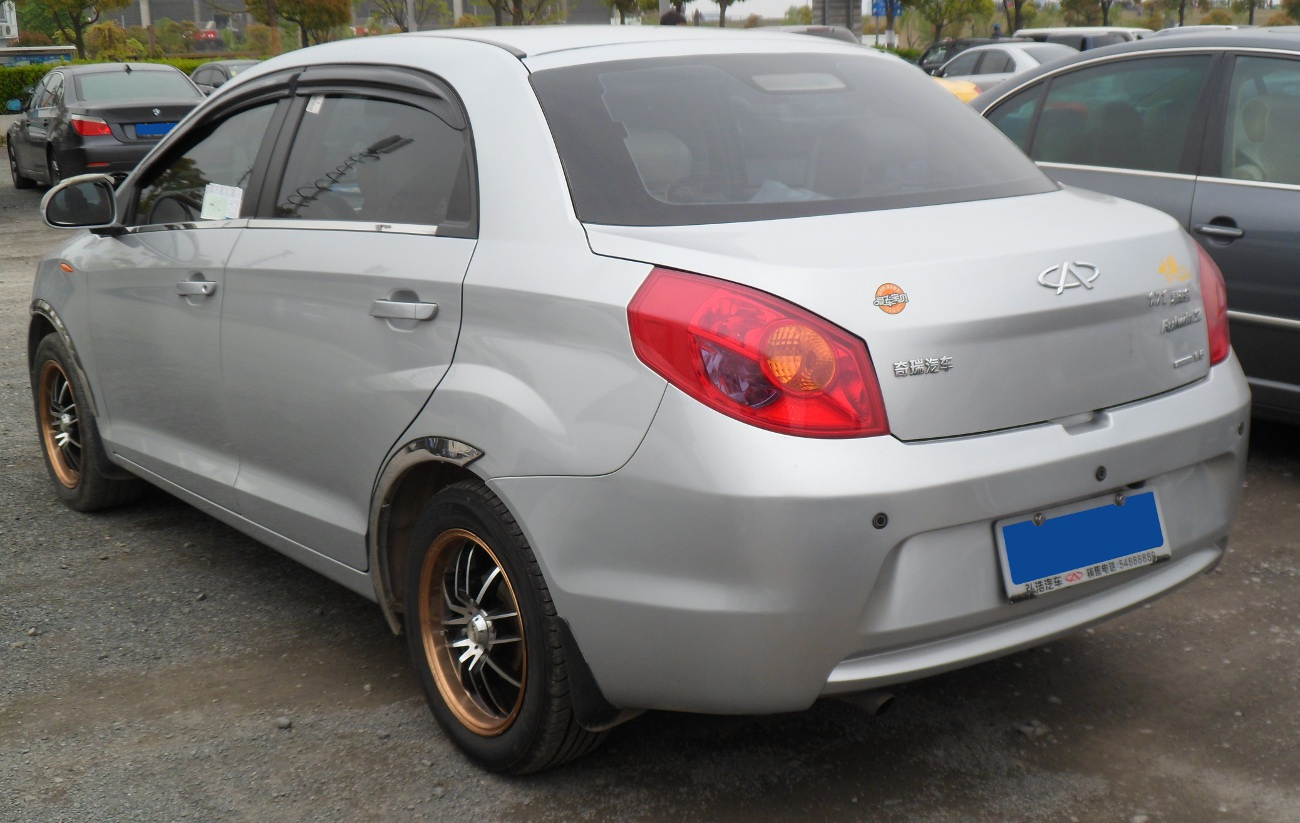
Chery A13 sedan tył
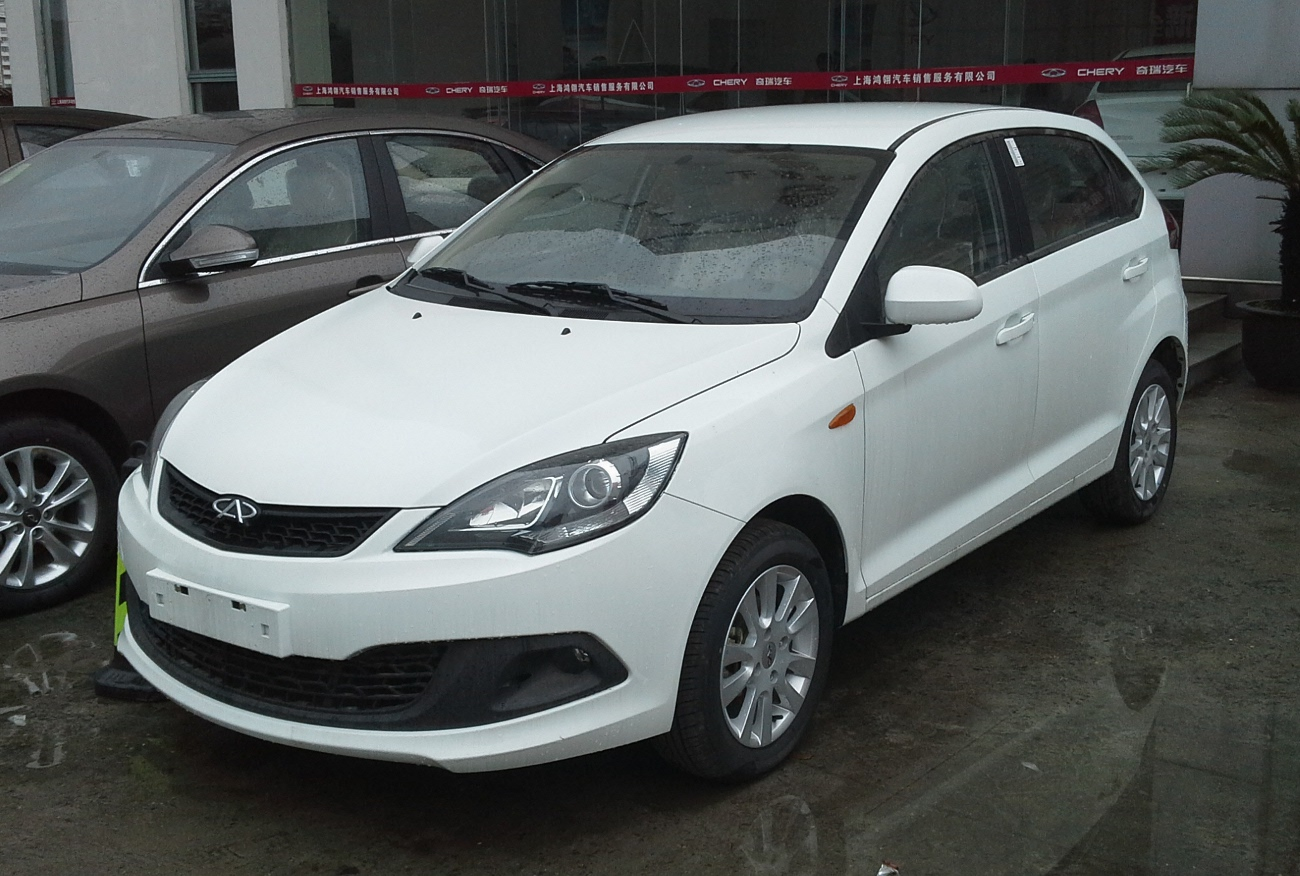
Chery A13 po faceliftingu
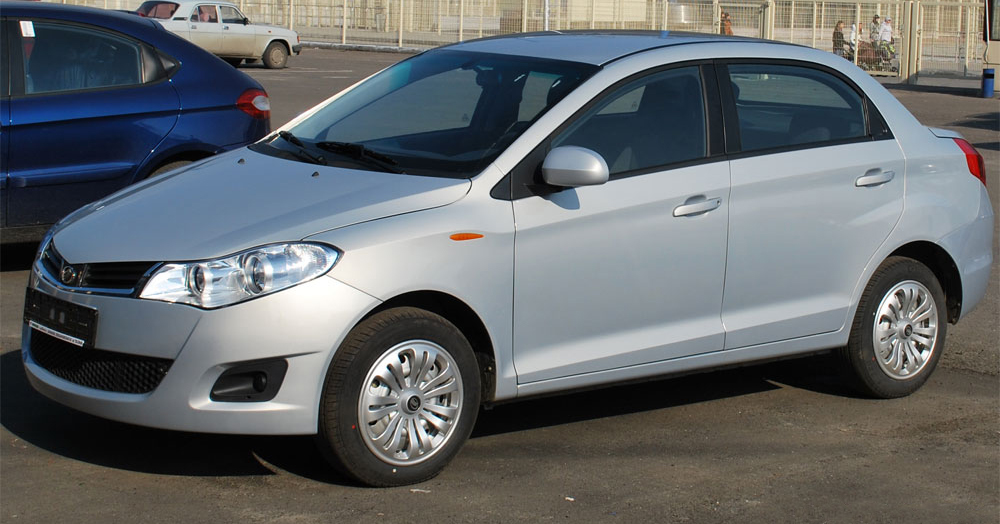
ZAZ Forza Liftback